# 2023-as CONCACAF-aranykupa
A 2023-as CONCACAF-aranykupa az észak- és közép-amerikai, valamint a Karib-térség labdarúgó-válogatottjainak kiírt 17. tornája, melyet június 24. és július 16. között rendeztek. A torna rendezője Kanada és az Egyesült Államok volt. A győztes Mexikó lett, története során 9. alkalommal.

## Résztvevők
A CONCACAF 2020. szeptember 2-án jelentette be, hogy Katar, a 2022-es világbajnokság rendezője vendégként részt vesz a tornán. A többi csapat a 2022–2023-as CONCACAF Nemzetek Ligájából juthatott ki:
- A 2022–2023-as CONCACAF Nemzetek Ligája A ligájának első 8 csapata kijutott a tornára, a maradék négy csapat a selejtezőbe került.
- A 2022–2023-as CONCACAF Nemzetek Ligája B ligájának első 4 csapata kijutott a tornára, a következő legjobb négy csapat a selejtezőbe került.
- A 2022–2023-as CONCACAF Nemzetek Ligája C ligájának első 4 csapata a selejtezőbe került.
- A selejtező legjobb három csapat kijutott a tornára.

| Csapat               | Kvalifikáció                                                       | Részvételek száma |
| -------------------- | ------------------------------------------------------------------ | ----------------- |
| Katar                | meghívott                                                          | 2                 |
| Panama               | 2022–2023-as CONCACAF Nemzetek Ligája (A liga), B csoport, 1. hely | 11                |
| Jamaica              | 2022–2023-as CONCACAF Nemzetek Ligája (A liga), A csoport, 2. hely | 13                |
| Salvador             | 2022–2023-as CONCACAF Nemzetek Ligája (A liga), D csoport, 2. hely | 13                |
| Mexikó               | 2022–2023-as CONCACAF Nemzetek Ligája (A liga), A csoport, 1. hely | 17                |
| Egyesült Államok     | 2022–2023-as CONCACAF Nemzetek Ligája (A liga), D csoport, 1. hely | 17                |
| Haiti                | 2022–2023-as CONCACAF Nemzetek Ligája (B liga), B csoport, 1. hely | 9                 |
| Costa Rica           | 2022–2023-as CONCACAF Nemzetek Ligája (A liga), B csoport, 2. hely | 16                |
| Kanada               | 2022–2023-as CONCACAF Nemzetek Ligája (A liga), C csoport, 1. hely | 16                |
| Honduras             | 2022–2023-as CONCACAF Nemzetek Ligája (A liga), C csoport, 2. hely | 16                |
| Kuba                 | 2022–2023-as CONCACAF Nemzetek Ligája (B liga), A csoport, 1. hely | 10                |
| Guatemala            | 2022–2023-as CONCACAF Nemzetek Ligája (B liga), D csoport, 1. hely | 12                |
| Trinidad és Tobago   | 2022–2023-as CONCACAF Nemzetek Ligája (B liga), C csoport, 2. hely | 12                |
| Guadeloupe           | selejtezőből jutott ki                                             | 5                 |
| Martinique           | selejtezőből jutott ki                                             | 8                 |
| Saint Kitts és Nevis | selejtezőből jutott ki                                             | 1                 |

1. ↑  Nicaragua eredetileg a CONCACAF Nemzetek Ligája B ligájának C csoportjának győztese volt, azonban egy játékos jogosulatlan szereplése miatt kizárták. A válogatottat Trinidad és Tobagóval helyettesítették, amely a C csoport második helyén végzett és a selejtezőbe jutott volna.[4]

## Helyszínek
A CONCACAF 2023. április 10-én nevezte meg azt a 15 stadiont, amelyben a mérkőzéseket rendezik.
| Arlington (Dallas/Fort Worth környéke) | Charlotte                    | Houston | Houston | Inglewood (Los Angeles környéke) |
| -------------------------------------- | ---------------------------- | --- | --- | -------------------------------- |
| AT&T Stadion                           | Bank of America Stadion      | NRG Stadion | Shell Energy Stadion | SoFi Stadion                     |
| Férőhely: 80 000                       | Férőhely: 74 867             | Férőhely: 72 220 | Férőhely: 22 039 | Férőhely: 70 240                 |
|                                        |                              | | |                                  |
| Santa Clara (San Francisco környéke)   | Glendale (Phoenix környéke)  | Toronto Arlington Charlotte Chicago Cincinnati Fort Lauderdale Glendale Harrison Houston Inglewood Paradise San Diego Santa Clara St. Louis | Toronto Arlington Charlotte Chicago Cincinnati Fort Lauderdale Glendale Harrison Houston Inglewood Paradise San Diego Santa Clara St. Louis | Chicago                          |
| Levi’s Stadion                         | State Farm Stadion           | Toronto Arlington Charlotte Chicago Cincinnati Fort Lauderdale Glendale Harrison Houston Inglewood Paradise San Diego Santa Clara St. Louis | Toronto Arlington Charlotte Chicago Cincinnati Fort Lauderdale Glendale Harrison Houston Inglewood Paradise San Diego Santa Clara St. Louis | Soldier Field                    |
| Férőhely: 68 500                       | Férőhely: 63 400             | Toronto Arlington Charlotte Chicago Cincinnati Fort Lauderdale Glendale Harrison Houston Inglewood Paradise San Diego Santa Clara St. Louis | Toronto Arlington Charlotte Chicago Cincinnati Fort Lauderdale Glendale Harrison Houston Inglewood Paradise San Diego Santa Clara St. Louis | Férőhely: 61 500                 |
|                                        |                              | Toronto Arlington Charlotte Chicago Cincinnati Fort Lauderdale Glendale Harrison Houston Inglewood Paradise San Diego Santa Clara St. Louis | Toronto Arlington Charlotte Chicago Cincinnati Fort Lauderdale Glendale Harrison Houston Inglewood Paradise San Diego Santa Clara St. Louis |                                  |
| Paradise (Las Vegas környéke)          | San Diego                    | Toronto Arlington Charlotte Chicago Cincinnati Fort Lauderdale Glendale Harrison Houston Inglewood Paradise San Diego Santa Clara St. Louis | Toronto Arlington Charlotte Chicago Cincinnati Fort Lauderdale Glendale Harrison Houston Inglewood Paradise San Diego Santa Clara St. Louis | Toronto                          |
| Allegiant Stadion                      | Snapdragon Stadion           | Toronto Arlington Charlotte Chicago Cincinnati Fort Lauderdale Glendale Harrison Houston Inglewood Paradise San Diego Santa Clara St. Louis | Toronto Arlington Charlotte Chicago Cincinnati Fort Lauderdale Glendale Harrison Houston Inglewood Paradise San Diego Santa Clara St. Louis | BMO Field                        |
| Férőhely: 61 000                       | Férőhely: 35 000             | Toronto Arlington Charlotte Chicago Cincinnati Fort Lauderdale Glendale Harrison Houston Inglewood Paradise San Diego Santa Clara St. Louis | Toronto Arlington Charlotte Chicago Cincinnati Fort Lauderdale Glendale Harrison Houston Inglewood Paradise San Diego Santa Clara St. Louis | Férőhely: 30 991                 |
|                                        |                              | Toronto Arlington Charlotte Chicago Cincinnati Fort Lauderdale Glendale Harrison Houston Inglewood Paradise San Diego Santa Clara St. Louis | Toronto Arlington Charlotte Chicago Cincinnati Fort Lauderdale Glendale Harrison Houston Inglewood Paradise San Diego Santa Clara St. Louis |                                  |
| Cincinnati                             | Harrison (New York környéke) | St. Louis | Fort Lauderdale (Miami környéke) | Fort Lauderdale (Miami környéke) |
| TQL Stadion                            | Red Bull Arena               | CityPark | DRV PNK Stadion | DRV PNK Stadion                  |
| Férőhely: 25 513                       | Férőhely: 25 000             | Férőhely: 22 500 | Férőhely: 18 000 | Férőhely: 18 000                 |
|                                        |                              | | |                                  |

## Sorsolás
A csoportkör sorsolását 2023. április 14-én tartották a SoFi Stadionban, Inglewoodban, párhuzamosan a selejtezővel.
A csapatokat négy kalapba sorolták a 2023 márciusi CONCACAF-rangsor szerint. Az 1. kalap négy csapata kiemelést kapott. Az Egyesült Államok, mint címvédő az A csoportba, Mexikó a B, Costa Rica a C, Kanada a D csoportba került. A vendégként szereplő Katart a 4. kalapba sorolták a három selejtezőből kijutó csapathoz. A selejtezőkből kijutók kiléte ismeretlen volt a sorsolás időpontjában. A sorsolás során előbb a csapatot sorsolták, majd mellé egy másik kalapból egy sorszámot, amelyik kialakította a menetrendet is.
| Csapat                | Pont  | Hely. |
| --------------------- | ----- | ----- |
| Mexikó (B1)           | 1,939 | 1.    |
| Egyesült Államok (A1) | 1,919 | 2.    |
| Costa Rica (C1)       | 1,796 | 3.    |
| Kanada (D1)           | 1,743 | 4.    |

| Csapat    | Pont  | Hely. |
| --------- | ----- | ----- |
| Panama    | 1,695 | 5.    |
| Haiti     | 1,482 | 6.    |
| Jamaica   | 1,479 | 7.    |
| Guatemala | 1,405 | 8.    |

| Csapat    | Pont  | Hely. |
| --------- | ----- | ----- |
| Honduras  | 1,403 | 9.    |
| Salvador  | 1,330 | 10.   |
| Kuba      | 1,176 | 13.   |
| Nicaragua | 1,067 | 17.   |

| Csapat                          |
| ------------------------------- |
| selejtező, 7. mérkőzés győztese |
| selejtező, 8. mérkőzés győztese |
| selejtező, 9. mérkőzés győztese |
| Katar                           |

1. ↑  Nicaragua eredetileg a CONCACAF Nemzetek Ligája B ligájának C csoportjának győztese volt, azonban egy játékos jogosulatlan szereplése miatt kizárták. A válogatottat Trinidad és Tobagóval helyettesítették, amely a C csoport második helyén végzett és a selejtezőbe jutott volna.[4]

## Játékvezetők
2023. június 7-én a CONCACAF 54 játékvezetőt nevezett meg, akik közreműködnek a tornán.
| Ország           | Játékvezető              |
| ---------------- | ------------------------ |
| Kanada           | Drew Fischer             |
| Costa Rica       | Juan Gabriel Calderón    |
| Salvador         | Iván Barton              |
| Guatemala        | Mario Escobar            |
| Guatemala        | Walter López Castellanos |
| Honduras         | Saíd Martínez            |
| Jamaica          | Daneon Parchment         |
| Jamaica          | Oshane Nation            |
| Mexikó           | Adonai Escobedo          |
| Mexikó           | César Arturo Ramos       |
| Mexikó           | Marco Ortiz              |
| Egyesült Államok | Armando Villarreal       |
| Egyesült Államok | Rubiel Vazquez           |

| Ország           | Játékvezető             |
| ---------------- | ----------------------- |
| Costa Rica       | Benjamin Pineda         |
| Costa Rica       | Ricardo Montero         |
| Salvador         | Ismael Cornejo          |
| Honduras         | Melissa Borjas          |
| Honduras         | Selvin Brown            |
| Honduras         | Shirley Perello         |
| Mexikó           | Erick Miranda           |
| Mexikó           | Guillermo Pacheco       |
| Mexikó           | Jorge Pérez Durán       |
| Mexikó           | Luis Entrique Santander |
| Nicaragua        | Tatiana Guzmán          |
| Egyesült Államok | Allen Chapman           |
| Egyesült Államok | Chris Penso             |
| Egyesült Államok | Edvin Jurisevic         |
| Egyesült Államok | Tim Ford                |

| Ország                | Játékvezető               |
| --------------------- | ------------------------- |
| Kanada                | Micheal Barwegen          |
| Costa Rica            | Juan Carlos Mora          |
| Dominikai Köztársaság | Raymundo Feliz            |
| Salvador              | David Moran               |
| Salvador              | Juan Francisco Zumba      |
| Guatemala             | Hunberto Panjoj           |
| Guatemala             | Luis Ventura              |
| Honduras              | Christian Ramirez         |
| Honduras              | Walter López              |
| Jamaica               | Jassett Kerr-Wilson       |
| Jamaica               | Olay Duhaney              |
| Mexikó                | Alberto Morin             |
| Mexikó                | Christian Kiabek Espinosa |
| Mexikó                | Enrique Bustos            |
| Mexikó                | Jorge Sánchez             |
| Mexikó                | Karen Díaz                |
| Mexikó                | Marco Bisguerra           |
| Nicaragua             | Henri Pupiro              |
| Nicaragua             | Keytzel Corrales          |
| Suriname              | Zachari Zeegelaar         |
| Trinidad és Tobago    | Caleb Wales               |
| Egyesült Államok      | Corey Parker              |
| Egyesült Államok      | Cory Richardson           |
| Egyesült Államok      | Kathryn Nesbitt           |
| Egyesült Államok      | Kyle Atkins               |
| Egyesült Államok      | Logan Brown               |

## Csoportkör
A mérkőzések kezdési időpontjai helyi idő szerint UTC eltéréssel, zárójelben magyar idő szerint értendők.
Sorrend meghatározása
A csoportok sorrendjét a következők szerint állapítják meg:
1. több szerzett pont az összes mérkőzésen (egy győzelem 3 pont, egy döntetlen 1 pont, egy vereség 0 pont),
2. jobb gólkülönbség az összes mérkőzésen,
3. több szerzett gól az összes mérkőzésen,
4. ha az 1–3. pontok alapján a sorrend nem dönthető el, akkor az 1–3. pontokat újra kell alkalmazni kizárólag a továbbra is azonosan álló csapatok között játszott mérkőzésekre. Ha továbbra sem dönthető el a sorrend, akkor az 5–10. pontokat kell alkalmazni;
5. több szerzett pont az azonosan álló csapatok között lejátszott mérkőzéseken,
6. jobb gólkülönbség az azonosan álló csapatok között lejátszott mérkőzéseken,
7. több szerzett gól az azonosan álló csapatok között lejátszott mérkőzéseken,
8. fair play pontszám az összes mérkőzésen

- sárga lap: −1 pont,
- két sárga lapot követő piros lap: −3 pont,
- egy azonnali piros lap: −4 pont,
- egy sárga lap és egy azonnali piros lap: −5 pont,

1. sorsolás

### A csoport
| Hely. | Csapat               | M | Gy | D | V | G+ | G– | Gk  | P | Továbbjutás                                |
| ----- | -------------------- | - | -- | - | - | -- | -- | --- | - | ------------------------------------------ |
| 1.    | Egyesült Államok (R) | 3 | 2  | 1 | 0 | 13 | 1  | +12 | 7 | Továbbjutott az egyenes kieséses szakaszba |
| 2.    | Jamaica              | 3 | 2  | 1 | 0 | 10 | 2  | +8  | 7 | Továbbjutott az egyenes kieséses szakaszba |
| 3.    | Trinidad és Tobago   | 3 | 1  | 0 | 2 | 4  | 10 | −6  | 3 |                                            |
| 4.    | Saint Kitts és Nevis | 3 | 0  | 0 | 3 | 0  | 14 | −14 | 0 |                                            |

| 2023. június 24. 21:06 UTC–5 (4:06) |

| Egyesült Államok | 1–1               | Jamaica  |
| ---------------- | ----------------- | -------- |
| Vazquez 88'      | (0–1) Jegyzőkönyv | Lowe 13' |

| Soldier Field, Chicago Nézőszám: 36 666 Játékvezető: César Arturo Ramos (mexikói) |

| 2023. június 25. 15:30 UTC–4 (22:30) |

| Trinidad és Tobago                        | 3–0               | Saint Kitts és Nevis |
| ----------------------------------------- | ----------------- | -------------------- |
| A. Jones 43' Fortune 65' Ible 73' (öngól) | (1–0) Jegyzőkönyv |                      |

| DRV PNK Stadion, Fort Lauderdale Nézőszám: 3646 Játékvezető: Said Martínez (hondurasi) |

| 2023. június 28. 18:30 UTC–5 (1:30) |

| Jamaica                                | 4–1               | Trinidad és Tobago |
| -------------------------------------- | ----------------- | ------------------ |
| Gray 14' 30' Bailey 18' Richards 90+2' | (3–0) Jegyzőkönyv | Rampersad 49'      |

| CityPark, St. Louis Nézőszám: 21 216 Játékvezető: Fernando Guerrero (mexikói) |

| 2023. június 28. 20:30 UTC–5 (3:30) |

| Saint Kitts és Nevis | 0–6               | Egyesült Államok                                     |
| -------------------- | ----------------- | ---------------------------------------------------- |
|                      | (0–4) Jegyzőkönyv | Mihailovic 12' 79' Reynolds 14' Ferreira 16' 25' 50' |

| CityPark, St. Louis Nézőszám: 21 216 Játékvezető: Juan Gabriel Calderón (Costa Rica-i) |

| 2023. július 2. 19:00 UTC–4 (1:00) |

| Egyesült Államok                                                     | 6–0               | Trinidad és Tobago |
| -------------------------------------------------------------------- | ----------------- | ------------------ |
| Ferreira 14' 38' 45+2' (11-esből) Cowell 66' Busio 80' Vazquez 90+5' | (3–0) Jegyzőkönyv |                    |

| Bank of America Stadion, Charlotte, Észak-Karolina Nézőszám: 40 243 Játékvezető: Mario Escobar (guatemalai) |

| 2023. július 2. 16:00 UTC-7 (1:00) |

| Jamaica                                                               | 5–0               | Saint Kitts és Nevis |
| --------------------------------------------------------------------- | ----------------- | -------------------- |
| Archibald 30' (öngól) Russell 45+2' Bernard 49' Johnson 72' Burke 74' | (2–0) Jegyzőkönyv |                      |

| Levi’s Stadion, Santa Clara Nézőszám: 60 347 Játékvezető: Adonai Escobedo (mexikói) |

### B csoport
| Hely. | Csapat   | M | Gy | D | V | G+ | G– | Gk | P | Továbbjutás                                |
| ----- | -------- | - | -- | - | - | -- | -- | -- | - | ------------------------------------------ |
| 1.    | Mexikó   | 3 | 2  | 0 | 1 | 7  | 2  | +5 | 6 | Továbbjutott az egyenes kieséses szakaszba |
| 2.    | Katar    | 3 | 1  | 1 | 1 | 3  | 3  | 0  | 4 | Továbbjutott az egyenes kieséses szakaszba |
| 3.    | Honduras | 3 | 1  | 1 | 1 | 3  | 6  | −3 | 4 |                                            |
| 4.    | Haiti    | 3 | 1  | 0 | 2 | 4  | 6  | −2 | 3 |                                            |

| 2023. június 25. 17:00 UTC-5 (0:00) |

| Haiti                                | 2–1               | Katar         |
| ------------------------------------ | ----------------- | ------------- |
| Nazon 45+1' (11-esből) Pierrot 90+7' | (1–1) Jegyzőkönyv | Abdurisag 20' |

| NRG Stadion, Houston Nézőszám: 66 255 Játékvezető: Daneon Parchment (jamaicai) |

| 2023. június 25. 19:00 UTC-5 (2:00) |

| Mexikó                            | 4–0               | Honduras |
| --------------------------------- | ----------------- | -------- |
| Romo 1' 23' Pineda 52' Chávez 64' | (2–0) Jegyzőkönyv |          |

| NRG Stadion, Houston Nézőszám: 66 255 Játékvezető: Mario Escobar (guatemalai) |

| 2023. június 29. 16:45 UTC-7 (1:45) |

| Katar          | 1–1               | Honduras   |
| -------------- | ----------------- | ---------- |
| Al-Abdullah 7' | (1–0) Jegyzőkönyv | Elis 90+6' |

| State Farm Stadion, Glendale Nézőszám: 34 517 Játékvezető: Armando Villarreal (amerikai) |

| 2023. június 29. 19:00 UTC-7 (4:00) |

| Haiti            | 1–3               | Mexikó                                 |
| ---------------- | ----------------- | -------------------------------------- |
| Jean Jacques 78' | (0–0) Jegyzőkönyv | Martín 46' Adé 56' (öngól) Giménez 83' |

| State Farm Stadion, Glendale Nézőszám: 34 517 Játékvezető: Walter López (guatemalai) |

| 2023. július 2. 21:00 UTC–4 (3:00) |

| Honduras               | 2–1               | Haiti       |
| ---------------------- | ----------------- | ----------- |
| Bengtson 42' Pinto 59' | (1–1) Jegyzőkönyv | Pierrot 21' |

| Bank of America Stadion, Charlotte, Észak-Karolina Nézőszám: 47 382 Játékvezető: Oshane Nation (jamaicai) |

| 2023. július 2. 18:00 UTC-7 (3:00) |

| Mexikó | 0–1               | Katar       |
| ------ | ----------------- | ----------- |
|        | (0–1) Jegyzőkönyv | Shehata 27' |

| Levi’s Stadion, Santa Clara Nézőszám: 60 347 Játékvezető: Drew Fischer (kanadai) |

### C csoport
| Hely. | Csapat     | M | Gy | D | V | G+ | G– | Gk | P | Továbbjutás                                |
| ----- | ---------- | - | -- | - | - | -- | -- | -- | - | ------------------------------------------ |
| 1.    | Panama     | 3 | 2  | 1 | 0 | 6  | 4  | +2 | 7 | Továbbjutott az egyenes kieséses szakaszba |
| 2.    | Costa Rica | 3 | 1  | 1 | 1 | 7  | 6  | +1 | 4 | Továbbjutott az egyenes kieséses szakaszba |
| 3.    | Martinique | 3 | 1  | 0 | 2 | 7  | 9  | −2 | 3 |                                            |
| 4.    | Salvador   | 3 | 0  | 2 | 1 | 3  | 4  | −1 | 2 |                                            |

| 2023. június 26. 18:30 UTC–4 (0:30) |

| Salvador                 | 1–2               | Martinique             |
| ------------------------ | ----------------- | ---------------------- |
| Tamacas 90+5' (11-esből) | (0–2) Jegyzőkönyv | Burner 11' Fortuné 16' |

| DRV PNK Stadion, Fort Lauderdale Nézőszám: 10 101 Játékvezető: Adonai Escobedo (mexikói) |

| 2023. június 26. 20:30 UTC–4 (2:30) |

| Costa Rica   | 1–2               | Panama                   |
| ------------ | ----------------- | ------------------------ |
| Suárez 90+1' | (0–1) Jegyzőkönyv | Fajardo 23' Bárcenas 68' |

| DRV PNK Stadion, Fort Lauderdale Nézőszám: 10 101 Játékvezető: Drew Fischer (kanadai) |

| 2023. június 30. 18:30 UTC–4 (0:30) |

| Martinique   | 1–2               | Panama                  |
| ------------ | ----------------- | ----------------------- |
| Fabien 90+5' | (0–0) Jegyzőkönyv | Fajardo 57' Murillo 70' |

| Red Bull Arena, Harrison Nézőszám: 22 615 Játékvezető: Saíd Martínez (hondurasi) |

| 2023. június 30. 20:30 UTC–4 (2:30) |

| Salvador | 0–0         | Costa Rica |
| -------- | ----------- | ---------- |
|          | Jegyzőkönyv |            |

| Red Bull Arena, Harrison Nézőszám: 22 615 Játékvezető: César Ramos (mexikói) |

| 2023. július 4. 20:30 UTC–4 (2:30) |

| Costa Rica                                                                       | 6–4               | Martinique                              |
| -------------------------------------------------------------------------------- | ----------------- | --------------------------------------- |
| Waston 10' Calvo 41' Vargas 55' Campbell 59' (11-esből) Contreras 68' Campos 90' | (2–1) Jegyzőkönyv | Burner 18' 79' Labeau 75' Mexique 90+3' |

| Red Bull Arena, Harrison Nézőszám: 21 531 Játékvezető: Bryan López (guatemalai) |

| 2023. július 4. 19:30 UTC-5 (2:30) |

| Panama               | 2–2               | Salvador               |
| -------------------- | ----------------- | ---------------------- |
| Escobar 26' Díaz 71' | (1–1) Jegyzőkönyv | B. Gil 4' M. Gil 90+1' |

| Shell Energy Stadion, Houston Nézőszám: 20 002 Játékvezető: Walter López Castellanos (guatemalai) |

### D csoport
| Hely. | Csapat     | M | Gy | D | V | G+ | G– | Gk | P | Továbbjutás                                |
| ----- | ---------- | - | -- | - | - | -- | -- | -- | - | ------------------------------------------ |
| 1.    | Guatemala  | 3 | 2  | 1 | 0 | 4  | 2  | +2 | 7 | Továbbjutott az egyenes kieséses szakaszba |
| 2.    | Kanada (R) | 3 | 1  | 2 | 0 | 6  | 4  | +2 | 5 | Továbbjutott az egyenes kieséses szakaszba |
| 3.    | Guadeloupe | 3 | 1  | 1 | 1 | 8  | 6  | +2 | 4 |                                            |
| 4.    | Kuba       | 3 | 0  | 0 | 3 | 3  | 9  | −6 | 0 |                                            |

| 2023. június 27. 19:00 UTC–4 (1:00) |

| Kanada                         | 2–2               | Guadeloupe                             |
| ------------------------------ | ----------------- | -------------------------------------- |
| Cavallini 49' Lina 70' (öngól) | (0–1) Jegyzőkönyv | Ambrose 23' Russell-Rowe 90+3' (öngól) |

| BMO Field, Toronto Nézőszám: 15 301 Játékvezető: Rubiel Vazquez (amerikai) |

| 2023. június 27. 20:45 UTC–4 (2:45) |

| Guatemala | 1–0               | Kuba |
| --------- | ----------------- | ---- |
| Lom 48'   | (0–0) Jegyzőkönyv |      |

| DRV PNK Stadion, Fort Lauderdale Nézőszám: 13 426 Játékvezető: Oshane Nation (jamaicai) |

| 2023. július 1. 18:30 UTC-5 (1:30) |

| Kuba                        | 1–4               | Guadeloupe                            |
| --------------------------- | ----------------- | ------------------------------------- |
| A. Hernández 62' (11-esből) | (0–3) Jegyzőkönyv | Phaëton 13' 43' Plumain 41' Baron 51' |

| Shell Energy Stadion, Houston Nézőszám: 19 766 Játékvezető: Iván Barton (salvadori) |

| 2023. július 1. 20:30 UTC-5 (3:30) |

| Guatemala | 0–0         | Kanada |
| --------- | ----------- | ------ |
|           | Jegyzőkönyv |        |

| Shell Energy Stadion, Houston Nézőszám: 19 766 Játékvezető: Marco Ortiz (mexikói) |

| 2023. július 4. 18:30 UTC-4 (0:30) |

| Guadeloupe                           | 2–3               | Guatemala               |
| ------------------------------------ | ----------------- | ----------------------- |
| Gravillon 27' Plumain 63' (11-esből) | (1–1) Jegyzőkönyv | Rubin 39' 70' Mejía 76' |

| Red Bull Arena, Harrison Nézőszám: 21 531 Játékvezető: Juan Gabriel Calderón (Costa Rica-i) |

| 2023. július 4. 17:30 UTC-54 (0:30) |

| Kanada                                                  | 4–2               | Kuba                                           |
| ------------------------------------------------------- | ----------------- | ---------------------------------------------- |
| Hoilett 21' (11-esből) Osorio 27' Nelson 47' Millar 62' | (2–1) Jegyzőkönyv | Paradela 45+4' (11-esből) Reyes 89' (11-esből) |

| Shell Energy Stadion, Houston Nézőszám: 20 002 Játékvezető: Keylor Herrera (Costa Rica-i) |

## Egyenes kieséses szakasz
Az egyenes kieséses szakaszban ha a rendes játékidő végén döntetlen az állás, akkor 2×15 perces hosszabbítás, majd ha ez követően is döntetlen az állás, akkor büntetőpárbaj következik.
|  |              |                  |              |            |       |                  |                  |           |  |  |       |       |       |
|  | Negyeddöntők | Negyeddöntők     | Negyeddöntők |            |       | Elődöntők        | Elődöntők        | Elődöntők |  |  | Döntő | Döntő | Döntő |
|  | Negyeddöntők | Negyeddöntők     | Negyeddöntők |            |       | Elődöntők        | Elődöntők        | Elődöntők |  |  | Döntő | Döntő | Döntő |
|  | július 9.    |                  |              |            |       |                  |                  |           |  |  |       |       |       |
|  |              |                  |              |            |       |                  |                  |           |  |  |       |       |       |
|  | D1           | Guatemala        | 0            |            |       |                  |                  |           |  |  |       |       |       |
|  | D1           | Guatemala        | 0            | július 12. |       |                  |                  |           |  |  |       |       |       |
|  | A2           | Jamaica          | 1            |            |       |                  |                  |           |  |  |       |       |       |
|  | A2           | Jamaica          | 1            |            |       | Jamaica          | Jamaica          | 0         |  |  |       |       |       |
|  | július 8.    |                  |              |            |       | Jamaica          | Jamaica          | 0         |  |  |       |       |       |
|  |              |                  | Mexikó       | Mexikó     | 3     |                  |                  |           |  |  |       |       |       |
|  | B1           | Mexikó           | Mexikó       | Mexikó     | 3     | 2                |                  |           |  |  |       |       |       |
|  | B1           | Mexikó           |              |            |       | 2                | július 16.       |           |  |  |       |       |       |
|  | C2           | Costa Rica       | 0            |            |       |                  |                  |           |  |  |       |       |       |
|  | C2           | Costa Rica       | 0            |            |       | Mexikó           | Mexikó           | 1         |  |  |       |       |       |
|  | július 9.    |                  |              |            |       | Mexikó           | Mexikó           | 1         |  |  |       |       |       |
|  |              |                  | Panama       | Panama     | 0     |                  |                  |           |  |  |       |       |       |
|  | A1           | Egyesült Államok | Panama       | Panama     | 0     | 2 (3)            |                  |           |  |  |       |       |       |
|  | A1           | Egyesült Államok | július 12.   |            |       | 2 (3)            |                  |           |  |  |       |       |       |
|  | D2           | Kanada           | 2 (2)        |            |       |                  |                  |           |  |  |       |       |       |
|  | D2           | Kanada           | 2 (2)        |            |       | Egyesült Államok | Egyesült Államok | 1 (4)     |  |  |       |       |       |
|  | július 8.    |                  |              |            |       | Egyesült Államok | Egyesült Államok | 1 (4)     |  |  |       |       |       |
|  |              |                  | Panama       | Panama     | 1 (5) |                  |                  |           |  |  |       |       |       |
|  | C1           | Panama           | Panama       | Panama     | 1 (5) | 4                |                  |           |  |  |       |       |       |
|  | C1           | Panama           |              |            |       |                  |                  |           |  |  |       |       |       |
|  | B2           | Katar            | 0            |            |       |                  |                  |           |  |  |       |       |       |
|  | B2           | Katar            | 0            |            |       |                  |                  |           |  |  |       |       |       |
|  |              |                  |              |            |       |                  |                  |           |  |  |       |       |       |

### Negyeddöntők
| 2023. július 8. 18:00 UTC–5 (1:00) |

| Panama                        | 4–0               | Katar |
| ----------------------------- | ----------------- | ----- |
| Bárcenas 19' Díaz 56' 63' 65' | (1–0) Jegyzőkönyv |       |

| TQL Stadion, Cincinnati Nézőszám: 60 355 Játékvezető: César Arturo Ramos (mexikói) |

| 2023. július 8. 20:30 UTC–5 (3:30) |

| Mexikó                               | 2–0               | Costa Rica |
| ------------------------------------ | ----------------- | ---------- |
| Pineda 52' (11-esből) É. Sánchez 87' | (0–0) Jegyzőkönyv |            |

| TQL Stadion, Cincinnati Nézőszám: 60 355 Játékvezető: Saíd Martínez (hondurasi) |

| 2023. július 9. 17:00 UTC–4 (23:00) |

| Guatemala | 0–1               | Jamaica  |
| --------- | ----------------- | -------- |
|           | (0–0) Jegyzőkönyv | Bell 51' |

| AT&T Stadion, Arlington Nézőszám: 24 979 Játékvezető: Drew Fischer (kanadai) |

| 2023. július 9. 19:30 UTC–4 (1:30) |

| Egyesült Államok                 | 2–2 (h. u.)                 | Kanada                                    |
| -------------------------------- | --------------------------- | ----------------------------------------- |
| Vazquez 88' Kennedy 114' (öngól) | (0–0, 1–1, 1–1) Jegyzőkönyv | Vitória 90+3' (11-esből) Shaffelburg 109' |
| Büntetőpárbaj                    |                             |                                           |
| Vazquez Cowell Busio Ferreira    | 3–2                         | Vitória Fraser Miller Russell-Rowe Brym   |

| AT&T Stadion, Arlington Nézőszám: 24 979 Játékvezető: Marco Ortiz (mexikói) |

### Elődöntők
| 2023. július 12. 16:30 UTC–7 (1:30) |

| Egyesült Államok                                 | 1–1 (h. u.)                 | Panama                                               |
| ------------------------------------------------ | --------------------------- | ---------------------------------------------------- |
| Ferreira 105'                                    | (0–0, 0–0, 1–1) Jegyzőkönyv | I. Anderson 99'                                      |
| Büntetőpárbaj                                    |                             |                                                      |
| Ferreira Mihailovic Morris Gressel Miazga Roldan | 4–5                         | Escobar Díaz Martínez Bárcenas Waterman Carrasquilla |

| Snapdragon Stadion, San Diego Nézőszám: 31 690 Játékvezető: Walter López Castellanos (guatemalai) |

| 2023. július 12. 19:00 UTC–7 (4:00) |

| Jamaica | 0–3               | Mexikó                              |
| ------- | ----------------- | ----------------------------------- |
|         | (0–2) Jegyzőkönyv | Martín 2' Chávez 30' Alvarado 90+3' |

| Allegiant Stadion, Paradise Nézőszám: 29 886 Játékvezető: Mario Escobar (guatemalai) |

### Döntő
| 2023. július 16. 16:30 UTC–7 (1:30) |

| Mexikó      | 1–0               | Panama |
| ----------- | ----------------- | ------ |
| Giménez 88' | (0–0) Jegyzőkönyv |        |

| SoFi Stadion, Inglewood Játékvezető: Said Martínez (hondurasi) |

| A 2023-as CONCACAF-aranykupa győztese |
| ------------------------------------- |
| · Mexikó · 9. cím                     |